# Walrus-Klasse
Die Walrus-Klasse ist eine Klasse von vier U-Booten der niederländischen Marine.

## Geschichte
Die Geschichte der Walrus-Klasse geht bis in die 1970er-Jahre zurück, als das niederländische Verteidigungsministerium zwei neue U-Boote als Ersatz für die beiden U-Boote der noch aus den 1950er-Jahren stammenden Dolfijn-Klasse ausschrieb. Der Bauauftrag für die beiden Boote konnte schließlich 1979 mit der Rotterdamsche Droogdok Maatschappij abgeschlossen werden. Im Jahr 1985 vergab das niederländische Verteidigungsministerium einen Auftrag über zwei weitere U-Boote dieser Klasse, um auch die beiden aus den 1960er-Jahren stammenden Boote der Potvis-Klasse ersetzen zu können.
Die Indienststellung des Typbootes Walrus verzögerte sich immer wieder, vor allem weil 1986 bei einem Brand auf dem Boot die gesamte bereits installierte Elektronik vernichtet wurde. Deshalb wurde die Zeeleeuw 1990 als erstes Boot der Klasse in Dienst gestellt, die Walrus folgte 1992. Die beiden letzten Boote waren 1993 die Dolfijn und 1994 die Bruinvis.
Weil nach dem Ende des Kalten Krieges die beiden Boote der Zwaardvis-Klasse ersatzlos ausgemustert wurden, sind die Boote der Walrus-Klasse zurzeit die einzigen aktiven U-Boote der niederländischen Marine.
In den 1990er-Jahren soll es Gespräche über einen Export von Walrus-U-Booten mit Taiwan gegeben haben. Jedoch wurden bis heute weder die Gespräche von offizieller Seite bestätigt noch wurden U-Boote dieser Klasse an Taiwan exportiert.
Ersatzbauten werden bei der Naval Group bestell. Auch tkMS hatte sich um den Auftrag bemüht, der vorgeschlagene Entwurf beruhte auf der Klasse 212 CD.

## Technik
Die U-Boote der Walrus-Klasse basieren größtenteils auf deren Vorgängern der Zwaardvis-Klasse. Mit einer Länge von 67,7 m sind sie nur geringfügig länger, während die Breite mit 8,4 m genau gleich ist. Die Verdrängung hat sich minimal auf 2450 t aufgetaucht und 2800 t getaucht vergrößert. Für den Rumpf wurde wesentlich hochwertigerer Stahl verwendet als bei den Vorgängern, was die maximale Tauchtiefe um fast 50 % auf etwa 300 m vergrößerte. Durch Verbesserungen an der Elektronik konnte die Besatzung von 65 auf 52 Mann reduziert werden. Die Anzahl der 21-Zoll-Torpedorohre wurde gegenüber dem Vorgänger von 6 auf 4 reduziert, es werden aber weiterhin 20 Torpedos mitgeführt. Als Novum in der niederländischen Marine kann die Walrus-Klasse UGM-84 Harpoon abfeuern.
Zurzeit ist geplant, ab etwa 2009 alle vier Boote zu modernisieren, um sie so noch bis etwa 2030 im Einsatz halten zu können. Dabei soll eventuell ein AIP eingerüstet werden, was die Leistungsfähigkeit des Bootes erheblich steigern würde.

## Einsätze
Im Herbst 2010 wurde die Zeeleeuw für rund zwei Monate im Rahmen der NATO-Operation Ocean Shield am Horn von Afrika im Kampf gegen die Piraterie eingesetzt. Der am 5. November 2010 beendete Einsatz der Zeeleeuw sollte vor allem helfen, sogenannte Pirate Action Groups (PAG) bereits beim Verlassen der somalischen Küste aufzuspüren und unschädlich zu machen.

## Schiffsliste
| Schiffsnummer | Name     | Rufzeichen | Bauauftrag    | Kiellegung         | Stapellauf       | In Dienst gestellt | Außerdienststellung |
| ------------- | -------- | ---------- | ------------- | ------------------ | ---------------- | ------------------ | ------------------- |
| S802          | Walrus   | PACU       | August 1979   | 11. Oktober 1979   | 28. Oktober 1985 | 25. März 1992      | 12. Oktober 2023    |
| S803          | Zeeleeuw | PASZ       | Dezember 1979 | 24. September 1981 | 20. Juni 1987    | 25. April 1990     | im Dienst           |
| S808          | Dolfijn  | PAFF       | August 1979   | 12. Juni 1986      | 25. April 1990   | 29. Januar 1993    | im Dienst           |
| S810          | Bruinvis | PAIT       | August 1979   | 14. April 1988     | 25. Mai 1992     | 5. Juli 1994       | im Dienst           |